# 宮内庁高根沢御料牧場

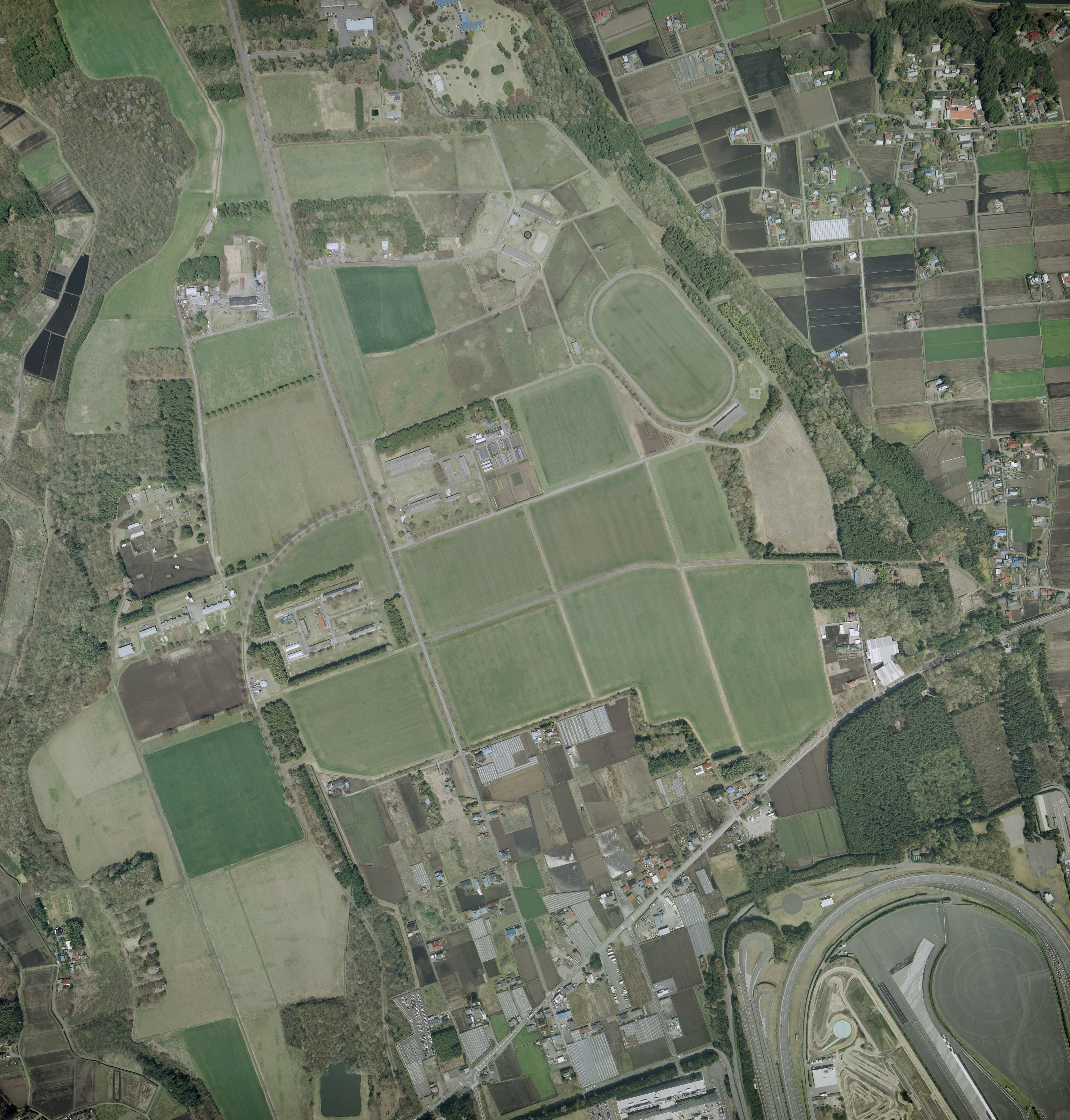
御料牧場（2010年）
出典：『国土交通省「国土画像情報（カラー空中写真）」（配布元：国土地理院地図・空中写真閲覧サービス）』

宮内庁御料牧場（くないちょう たかねざわごりょうぼくじょう）は、1969年（昭和44年）8月19日に栃木県塩谷郡高根沢町と芳賀郡芳賀町にまたがって開設された御料牧場の名称である。

## 概要
標高145mの丘陵地で総面積は約252ヘクタールとなっていて、内訳は耕地・放牧地として134ヘクタール、樹林地が66ヘクタール、施設や通路として52ヘクタールである。牧場内には、耕地や放牧地のほか搾乳所や製酪所、食肉加工場などの施設もあり、70名ほどの宮内庁職員が従事している。
さらに、皇族が静養するための宿泊施設や外交官らを接待する施設もある。
牧場で生産された乳製品や食肉、野菜などは、園遊会や宮中晩餐会といった皇室行事の食材となるほか、内廷や宮家の食卓での使用や宮内庁職員の食堂で販売されるなどしている。

### 畜産
乳牛として、ホルスタイン種とジャージー種が飼われており、これらの乳牛から搾乳した生乳を加工し牛乳やバター、チーズ、ヨーグルト、カルグルト等の乳製品を製造している。乳が出なくなった乳牛は下総煮と呼ばれる缶詰になる。
食肉用としては豚（ランドレース種やバークシャー種）や羊（サフォーク種）、鶏が飼育されている。豚肉はハムやソーセージやベーコン、レバーペーストなどに加工され、鶏は鶏卵も生産対象としている。
このほか、乗馬用としてアラブ種やアングロアラブ、外国大使の信任状捧呈式などに使用される艤装馬車用の馬としてクリーブランド・ベイなども飼育されている。
これらの家畜は全て飼育小屋には閉じ込めずに自由に放牧させている。放牧で運動させた後は綺麗に体が洗われ、細菌管理もされ、病気のチェックも受ける。

### 農業
野菜はダイコン、ニンジン、ホウレン草、トマト、レタス、ゴボウ等約20種を栽培している。それ以外に温室では果物として イチゴが栽培され、シイタケやタケノコも採取できる。これらの農産物は対象に応じて定められた使用基準を遵守したうえで農薬も使われている。

## エピソード
開設以来、地元住民への見学会は行われていたが、観光立国を目指す政府の方針により2016年（平成28年）度から広く一般向けの見学会が行われるようになっている。ただし、家畜伝染病の侵入予防から1回約80人の人数限定で事前応募制としている。2022年（令和4年）度は、新型コロナウイルス感染症拡大防止及び家畜伝染病に対する防疫強化の観点から見学会は実施していない。
敷地内を南北に縦断する通路（県道宇都宮向田線から県道宝積寺太田線間）は一般の町道のため通行可。以前は桜並木の名所として有名であったが、伐採され今はない。
2011年（平成23年）3月11日に東北地方太平洋沖地震（東日本大震災）が発生し、多くの犠牲者や被災者が出たことから、被災者の身を案じる第125代天皇明仁・美智子（当時）の意向で、御料牧場で生産された卵・豚肉・サツマイモ等の食料品が支援物資として避難所へ提供された。